# Norrflärke södra
Norrflärke södra är bebyggelsen i södra Norrflärke i Anundsjö socken i Örnsköldsviks kommun. Södra delen av Norrflärke utgjorde en småort mellan 1995 och 2010 av SCB namnsatt till Norrflärke.